# Ramat Vižnic

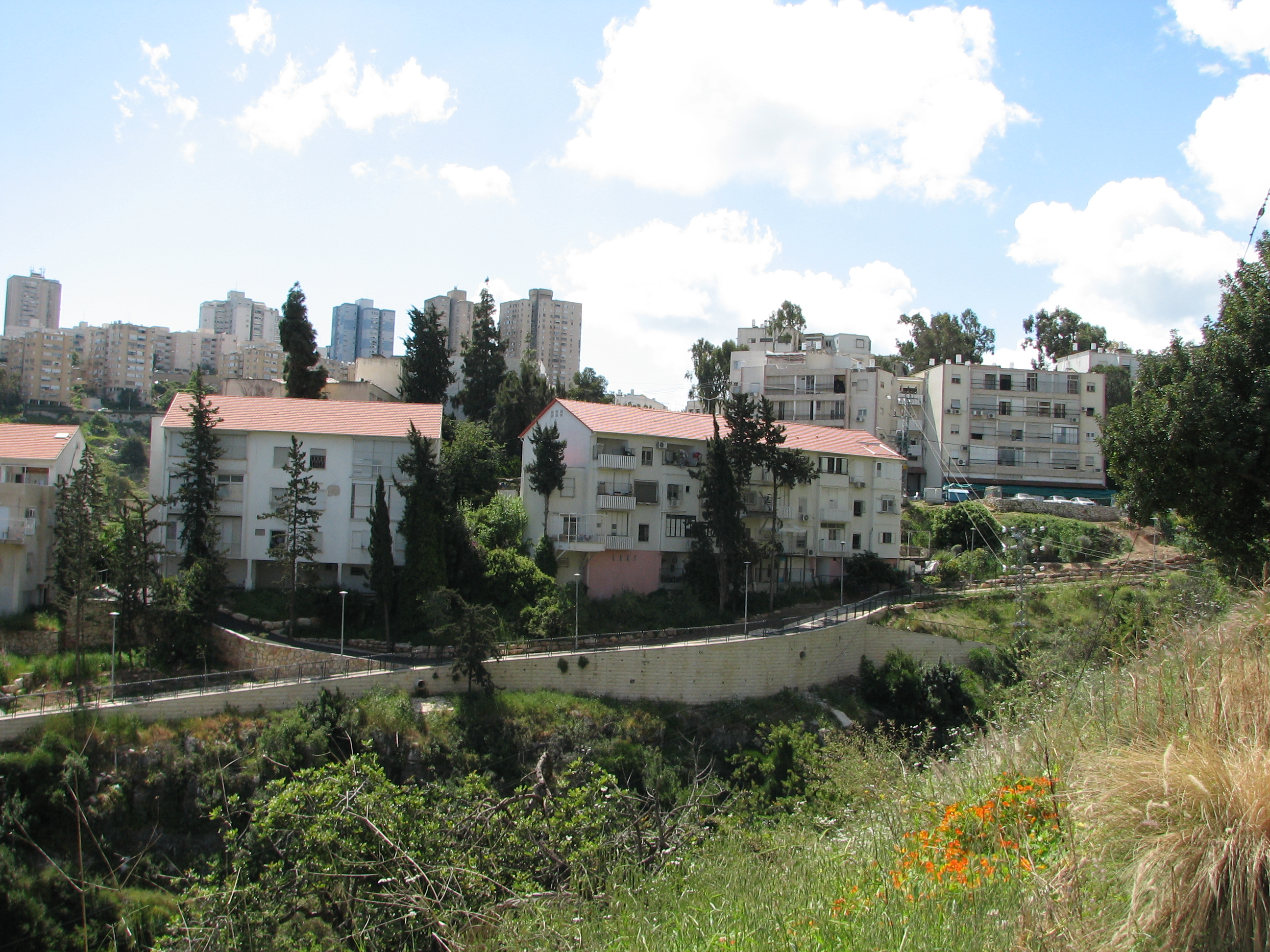
Zástavba ve čtvrti Ramat Vižnic

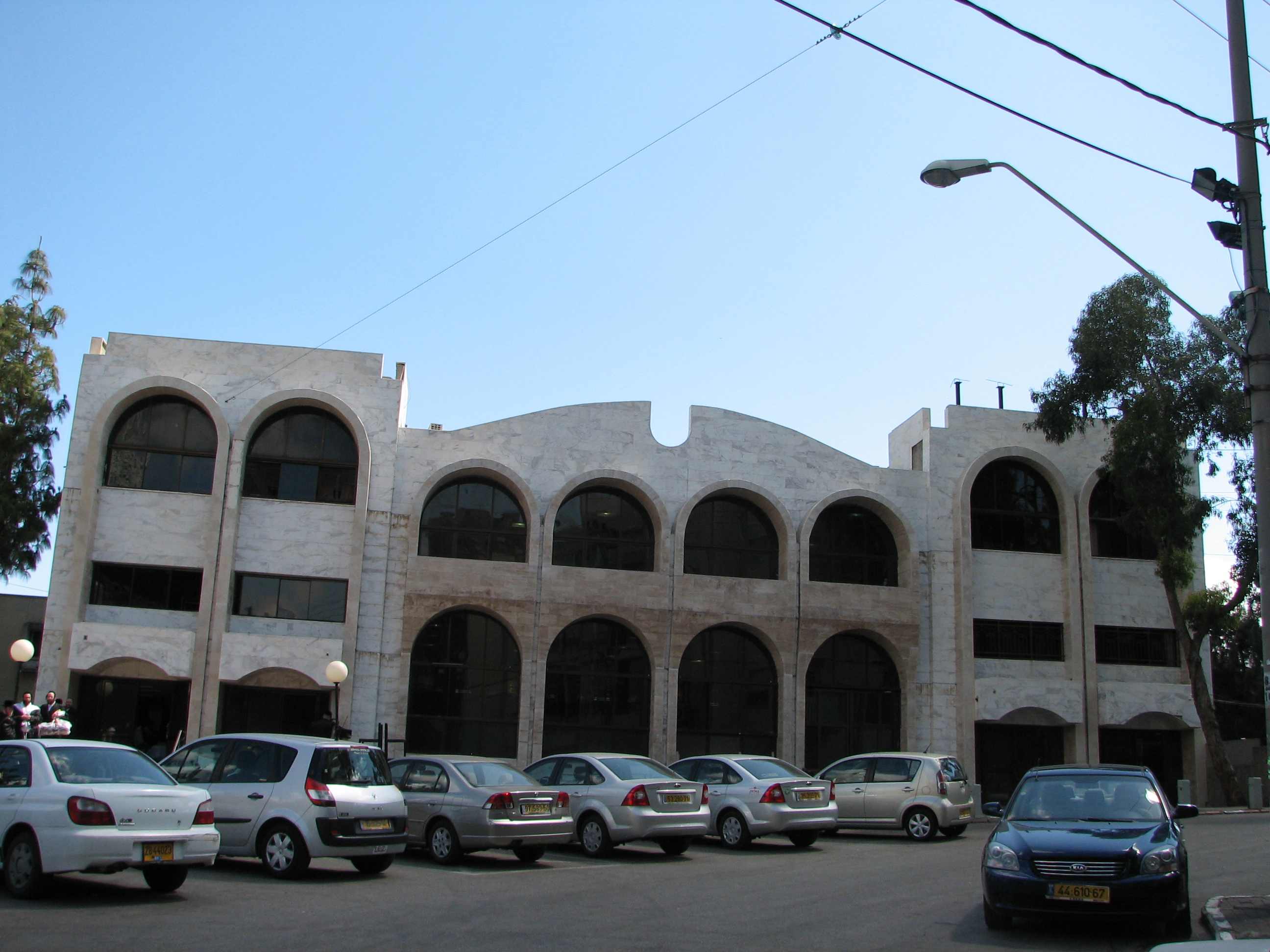
Synagoga ve čtvrti Ramat Vižnic

Ramat Vižnic (hebrejsky רמת ויז׳ניץ‎, doslova Vižnická výšina) je čtvrť v centrální části Haify v Izraeli. Nachází se v administrativní oblasti Hadar, na okraji pohoří Karmel.

## Geografie
Leží v nadmořské výšce okolo 100 metrů, cca 2 kilometry jihovýchodně od centra dolního města. Na severu s ní sousedí čtvrť Nachala, na severozápadě Ge'ula, na severovýchodě Chalisa a Tel Amal, na západě Ramat Hadar, na východě Neve Ša'anan, na jihozápadě Vardija. Zaujímá polohu na úzkém hřbetu, na východě sevřeném částečně zalesněným a hlubokým údolím vádí Nachal Giborim, na západě jeho přítokem Nachal Tan, která sem stékají z pohoří Karmel. Hlavní dopravní osou je ulice Derech Rupin. Součástí čtvrtě je i podčást Me'onot Ge'ula. Populace je židovská, bez arabského prvku.

## Dějiny
Výstavba tu začala koncem 40. let 20. století jako obytný soubor pro chasidské ultraortodoxní Židy, napojené na chasidskou větev původem z města Vižnica (dnes Ukrajina). Rozkládá se na rozloze 0,32 kilometru čtverečního. V roce 2008 zde žilo 2 600 lidí, z toho 2 410 Židů. Vižničtí chasidé mají svou čtvrť Kirjat Vižnic i ve městě Bnej Brak v centrálním Izraeli.